# 傑克·弗萊赫提
傑克·瑞夫·弗萊赫提（英語：Jack Rafe Flaherty，1995年10月15日—），為美國職棒大聯盟的投手，目前效力於底特律老虎，他先前曾效力於紅雀、金鶯與道奇等隊。2014年美國職棒大聯盟選秀，他在第一輪34順位被紅雀隊選走，他於2017年登上大聯盟。

## 職業生涯

### 小聯盟
2013年球季結束，卡洛斯·貝爾川離開紅雀加入洋基。因此紅雀在隔年拿到補償選秀籤，他們也用這個選秀籤選進弗萊赫提。他在新人聯盟的防禦率為1.59，隨後在2015年升上1A。他在1A先發18場，拿下9勝3敗，防禦率2.84。2016年他在高階1A出賽24場比賽(23場先發)，拿下5勝9敗，防禦率3.56。
2017年他在2A先發10場，拿下7勝2敗，防禦率1.42。季中他升上3A，他先發15場比賽拿下7勝2敗，防禦率2.74。總計他一整年送出147次三振，僅投出35次保送。

### 聖路易紅雀

#### 2017年
9月1日，弗萊赫提登上大聯盟。他先發4局送出6次三振失5分，最終無關勝敗。該年他拿下0勝2敗，防禦率6.33。不過紅雀也在賽後將弗萊赫提選為該年度最佳小聯盟投手。

#### 2018年
3月25日，由於亞當·溫賴特受傷，因此弗萊赫提替補成為紅雀的先發投手。雖然中途因為溫賴特的回歸而被下放3A，不過後來他又回到大聯盟。
5月20日，弗萊赫提拿下大聯盟首勝。他先發7+2⁄3局投出120球，送出13次三振僅失1分。該年他拿下8勝9敗，防禦率3.34。

#### 2019年
弗萊赫提在下半季的防禦率僅0.91，這是史上第三低的紀錄，僅次於鮑勃·吉布森和傑克·艾瑞亞特。
他在8月份投出5勝1敗，防禦率0.71的成績，他也拿下國聯單月最佳投手。9月份他的防禦率僅0.82，這使得他又蟬聯此獎項。最後他投出11勝8敗，防禦率2.75。他在賽揚獎的票選排名第四，並且他也獲選年度第隊陣容。

## 個人生活
弗萊赫提在他出生三週時被其養母領養。而弗萊赫提是一名基督徒。

## 外部連結
- 球員資訊和成績在MLB ，ESPN ，Retrosheet ，Baseball Reference ，Baseball Reference (Minors) ，Fangraphs ，The Baseball Cube （英文）
- 傑克·弗萊赫提的X（前Twitter）